# Conus xanthicus
Conus xanthicus é uma espécie de gastrópode do gênero Conus, pertencente à família Conidae.